# 17399 Andysanto
17399 Andysanto este o planetă minoră (asteroid) din centura de asteroizi. A fost descoperită pe 6 septembrie 1983 la Observatorul Palomar de Carolyn S. Shoemaker. 
Obiectul prezintă o orbită caracterizată de o semiaxă mare de 1,9191775 UAi, o excentricitate de 0,12, o înclinație de 19,06437 ° în raport cu ecliptica.